# Rifiuto di Gesù a Nazaret
Il rifiuto di Gesù a Nazaret è un episodio della vita di Gesù raccontato dai vangeli sinottici. 

## Vangeli di Matteo e Marco
Il vangelo secondo Marco e il vangelo secondo Matteo presentano l'episodio in uno stadio avanzato del ministero di Gesù in Galilea. Gesù si reca nella sua patria insieme ai suoi discepoli e insegna nella sinagoga ma le sue parole, a differenza che in altri luoghi, suscitano stupore e scetticismo. La gente vede Gesù come "il carpentiere" (in Marco) o "il figlio del carpentiere" (in Matteo), ricorda il nome della madre e dei suoi fratelli, si chiede da dove vengono le cose che dice e si scandalizza a causa sua. Gesù si meraviglia dell'incredulità dei suoi concittadini e afferma che "nessun profeta è disprezzato se non nella sua patria, fra i suoi parenti e nella sua casa". Nella sua patria Gesù non può operare nessun miracolo di rilievo, a parte la guarigione di pochi malati a cui impone le mani. 

## Vangelo di Luca
Il vangelo secondo Luca racconta l'episodio con parecchie differenze. Anzitutto lo pone nella fase iniziale del ministero di Gesù, poco dopo il suo ritorno in Galilea. Dopo avere iniziato la sua predicazione a Cafarnao, Gesù torna a Nazaret e si reca in sinagoga. Quando si alza per leggere, gli viene dato il libro del profeta Isaia; Gesù legge il passo dove si proclama la venuta dell'inviato di Dio per svolgere la sua opera a favore dei poveri, dei ciechi, dei prigionieri e degli oppressi e per proclamare un anno di grazia per il Signore. Gesù omette di leggere l'ultima frase che fa riferimento alla "vendetta del nostro Dio", quindi restituisce il rotolo e si siede. Invece di spiegare il brano, Gesù dice: "Oggi si è adempiuta questa scrittura che voi udite". Inizialmente i presenti si meravigliano, poi cominciano ad indicarlo come "il figlio di Giuseppe" e chiedono che faccia per loro segni evidenti, come quelli che aveva compiuto a Cafarnao. Gesù risponde che nessun profeta è bene accetto nella sua patria e fa gli esempi di Elia ed Eliseo: il primo non soccorse le vedove di Israele ma una vedova straniera, il secondo non guarì i lebbrosi di Israele ma un lebbroso della Siria. Udite queste parole, i presenti vengono presi dall'ira, cacciano Gesù dalla sinagoga e lo conducono fuori città fino al ciglio della sommità del monte su cui Nazaret era edificata, con l'intenzione di buttarlo giù. Gesù però passa in mezzo a loro e va via.

## Interpretazione
Tutti e tre i sinottici evidenziano la difficoltà per gli abitanti di Nazaret di accettare Gesù per l'eccessiva familiarità che avevano con lui e la sua famiglia: è difficile accettare che il profeta mandato da Dio possa essere il compaesano e il vicino di casa, la persona che si è vista crescere e che aveva ereditato il lavoro del padre.
Marco e Matteo presentano il rifiuto degli abitanti di Nazaret senza soffermarsi sui particolari, come il brano letto nella sinagoga o le parole di Gesù. Essi mettono in rilievo che Gesù non ha potuto compiere alcun miracolo di rilievo per lo scetticismo della sua gente: i miracoli richiedono infatti disponibilità e non vengono compiuti per forzare la volontà di chi non è disposto a credere. Marco sottolinea che Gesù si è meravigliato dell'incredulità dei compaesani: era la prima volta che faceva l'esperienza di un rifiuto collettivo (non da parte dei capi religiosi ma del popolo) e non si aspettava una totale chiusura proprio da parte di quella che era stata la sua comunità. Nonostante sia consapevole che un profeta non è bene accetto nella sua patria, non riesce a comprendere come mai gli abitanti di Nazaret non riescano completamente a rimettere in discussione le proprie convinzioni e ad aprirsi alla novità del suo messaggio.
Luca presenta l'episodio rielaborandolo e ampliandolo secondo la propria prospettiva teologica. L'intervento nella sinagoga ha un valore programmatico: proprio a Nazaret, dove era stato cresciuto, Gesù proclama il senso della sua missione. Lui è il compimento delle profezie dell'Antico Testamento ed è venuto per stare dalla parte dei poveri e dei deboli. La sua non è però la religione della legge, ma quella della grazia, che tuttavia non si limita ad Israele, ma è per tutti. Luca sottolinea che gli abitanti di Nazaret non si limitano allo scetticismo verso Gesù per la familiarità che avevano con la sua famiglia, ma restano delusi perché avrebbero voluto un messia che agisse a loro vantaggio, strumentalizzandolo. Quando Gesù rifiuta le loro pretese, essi lo rifiutano e si arrabbiano con lui fino a volerlo uccidere, ma non ci riescono, perché egli passa in mezzo a loro e va via. Il suo ministero non viene bloccato dal rifiuto dei suoi concittadini, ma continuerà per gli altri che lo accoglieranno.